# Cristiano Castelfranchi
Cristiano Castelfranchi (Roma, 1944) è uno psicologo italiano.

## Biografia
Dal 1971 è membro dell'Istituto di Psicologia del Consiglio Nazionale delle Ricerche. Nel 2001 all'ente si unirono altri istituti per formare l'Istituto di Scienze e Tecnologie della Cognizione, di cui, nel 2002, Castelfranchi divenne il secondo direttore.
Ha insegnato psicologia cognitiva e intelligenza artificiale all'Università degli Studi di Siena. Nel 2003 è stato nominato Fellow presso il Comitato di Coordinamento Europeo per l'Intelligenza Artificiale per il suo lavoro pionieristico nell'ambito.
I suoi principali temi di ricerca includono:
- autonomia e comportamento orientato agli obiettivi, con un'enfasi sul controllo dell'azione anticipatoria
- teoria e architettura degli agenti cognitivi, con particolare attenzione agli obiettivi e alle loro dinamiche
- fondamenti cognitivi dei fenomeni sociali (come fiducia, potere, cooperazione, norme, istituzioni)
- approccio cognitivo alla comunicazione ( semantica e pragmatica )
- cognizione sociale ed emozioni, con particolare attenzione all'anatomia cognitiva degli stati emotivi complessi
- sistemi multi-agente e simulazione sociale, integrando scienze cognitive, sociali e informatiche

## Opere selezionate
- Trust Theory: A Socio-Cognitive and Computational Model (con Rino Falcone). 2010.
- Cognitive and social action (con Rosaria Conte). 1995. London University College of London Press.
- Artificial Social Systems (con Eric Werner). 1994. Springer.